# Bamunka (langue)
Pour les articles homonymes, voir Bamunka.
Le bamunka – également connu sous le nom de bamunkun, mbika, mekoh, muka, ndop-bamunka, ngiemekohke, niemeng – est une langue bantoïde des Grassfields parlée par environ 31 000 personnes (2008) dans la région du Nord-Ouest au Cameroun, dans le département du Ngo-Ketunjia et l'arrondissement de Ndop, au sud et à l'est de la ville de Ndop, dans la plaine de Ndop, en particulier dans la localité de Bamunka.

### Filmographie
- (en) The Al-Hadji and his wives, film documentaire réalisé par Jie Li, Documentary Educational Resources, Watertown, Mass., 2009, 50 min (tourné en 2006 à Bamunka en langue bamunka)